# Bartłomiej Stój
Bartłomiej Stój (né le 15 mai 1996 à Stalowa Wola) est un athlète polonais, spécialiste du lancer de disque.

## Biographie
Son club est le KKS Victoria.
Le 26 avril 2015, il lance le disque à 57,36 m à Zamość. Son record, avec l'engin de 1,75 kg, est de 64,13 m obtenu à Eskilstuna le 18 juillet 2015. Il le porte à 68,02 m, record des Championnats d'Europe juniors le lendemain[réf. nécessaire].

## Palmarès
| Date | Compétition                | Lieu  | Résultat | Marque  |
| ---- | -------------------------- | ----- | -------- | ------- |
| 2021 | Coupe d'Europe des lancers | Split | 16e      | 58,78 m |

## Records
| Épreuve          | Performance | Lieu      | Date         |
| ---------------- | ----------- | --------- | ------------ |
| Lancer du disque | 64,64 m     | Bydgoszcz | 26 juin 2016 |